# Davesco-Soragno
Davesco-Soragno è un quartiere di 1 642 abitanti del comune svizzero di Lugano, nel Canton Ticino (distretto di Lugano).

## Storia

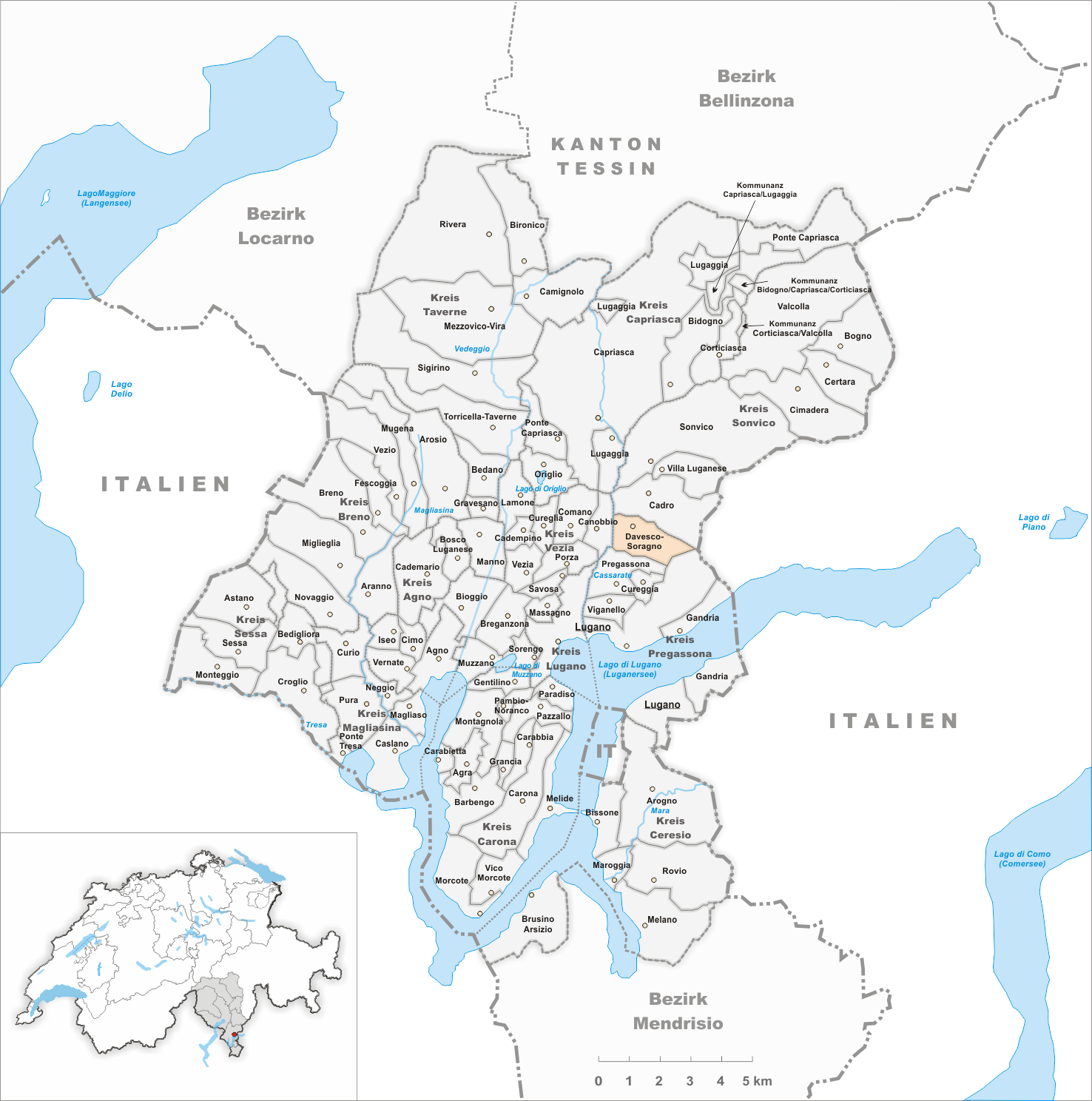
Il territorio del comune di Davesco-Soragno prima degli accorpamenti comunali del 2004

Già comune autonomo istituito nel 1801 per scorporo dal comune di Cadro e che si estendeva per 2,5 km², nel 2004 è stato accorpato a Lugano assieme agli altri comuni soppressi di Breganzona, Cureggia, Gandria, Pambio Noranco, Pazzallo, Pregassona e Viganello.

## Monumenti e luoghi d'interesse
- Chiesa parrocchiale di San Bartolomeo in località Davesco, documentata dal 1366[2];
- Cappella della Madonna del Soccorso in località Cossio, eretta nel 1575[senza fonte].

## Società

### Evoluzione demografica
L'evoluzione demografica è riportata nella seguente tabella:
Abitanti censiti

## Amministrazione
Ogni famiglia originaria del luogo fa parte del cosiddetto comune patriziale e ha la responsabilità della manutenzione di ogni bene ricadente all'interno dei confini del quartiere. L'ufficio patriziale è presieduto da Arnaldo Fassora .